# LS-30
L'impianto Laureance–Scott da 30mm con mitragliera Rarden, conosciuto come LS30R, è una artiglieria leggera concepita per sostituire i vecchi cannoni da 20 e 40 mm in servizio nella Royal Navy.
Alcuni test hanno dimostrato, da bordo della fregata Londonderry e da terra che si tratta di un affusto capace di assicurare alla mitragliera un'eccellenza balistica, con l'80% di probabilità di colpire bersagli di 2 m² a distanze tra i 1000 e i 1300 metri con una raffica di 3 colpi.
La mitragliera è stata sviluppata dal RARDE (Royal Armament Research A Development Establishment) per le esigenze dell'esercito, in particolare quelle relative al veicolo da combattimento della fanteria (IFV) Warrior. È un cannone particolare, diverso da tutti gli altri perché concepito per la massima potenza e precisione, ma anche per ottenere questo (e/o grazie a questo) dotato della possibilità di sparare raffiche da solo 3 colpi l'una: ciò serve indubbiamente a ridurre il consumo di munizioni per ciascun ingaggio, ma che nel ruolo contraereo ha alcuni limiti, specie considerando che il massimo di raffiche tirabili al minuto è 30. Il cannone, come è detto, è estremamente preciso, l'affusto ha linea di mira stabilizzata, e a richiesta può avere una telecamera a basso livello di luce, un telemetro laser, una camera termica, un calcolatore balistico. La Royal Navy ne ha adottati alcuni per i pattugliatori costieri a far tempo dal 1986, ma il sistema è stato pensato anche per navi più grandi. Nonostante il peso contenuto questo cannone ha il peccato capitale di sviluppare un volume di fuoco troppo scarso contro obiettivi aerei, pertanto ha subito la concorrenza degli impianti, sempre prodotti dalla LS, del tipo GCM con 2 cannoni da 30mm. La mitragliera da 30 RARDEN può se non altro essere sostituita da una di tipo diverso, come la Mauser tipo F o la Oerlikon KCB, nel qual caso diventa LS30F o LS30B, ma in ogni caso non ha avuto il successo che ci si aspettava da tale modello.